# 格日勒图
格日勒图（1929年—1996年），蒙古族，内蒙古自治区哲里木盟科左后旗人，中华人民共和国政治人物。

## 生平
1929年7月生于贫苦牧民家庭，1948年2月参加革命，同年10月加入中国共产党。1947年6月至1949年3月，历任科左后旗巴雅斯古朗区土改工作队队员、区公所民政助理员、区委会宣传委员。1951年，任内蒙古伊盟鄂托克旗政府办公室主任，郡王旗副旗长、旗委副书记、旗长。1956年，任内蒙古伊盟达拉特旗旗委副书记、旗长、旗革命委员会副主任。1971年，任内蒙古伊盟革命委员会政治部副主任。1975年，任内蒙古伊盟盟委秘书长。公署副盟长，盟委副书记、盟长。1988年3月起任中共内蒙古自治区委纪律检查委员会副书记、自治区党委常委，自治区纪委书记。
格日勒图曾当选中国共产党十三大、十四大列席人员，在中国共产党十三大、十四大上选为中国共产党中央纪律检查委员会委员。